# Jean-Toussaint Radoux
Jean-Toussaint Radoux (Luik, 4 september 1825 – aldaar, 12 januari 1889) was een Belgisch hoornist en componist.
Hij was zoon van wapensmid Jean Radoux en Marguerite Josephine Bovy. Broer Jean-Théodore Radoux (fagottist, 1835-19119) en Jean-Joseph Radoux (violist, 1833-1877) waren eveneens muzikant. Zelf was hij getrouwd met Louise Josephine Elise Mathelot.
Zijn eerste muzieklessen kreeg hij van zijn vader die amateurmuzikant was. Daarna volgde een opleiding aan het Luiks Conservatorium; hij bespeelde er hoorn bij Hubert Massart en harmonieleer, contrapunt en fuga bij Joseph Daussoigne-Méhul. Hij werd in 1856 docent aan dezelfde instelling, mede in zang. Hij werd er ook kapelmeester van Collége Saint Servais. Hij werd bovendien in 1871 dirigent van het koor Société Royale La Legia, waarmee hij deel nam aan diverse binnenlandse en buitenlandse zangwedstrijden. 
Van zijn hand kwamen onder meer een Te Deum, de cantate Cantate patriotique (1866), kerkmuziek, werken voor symfonieorkest en harmonieorkest. Alles behoort tot het vergeten repertoire; ze werden destijds meest uitgevoerd in en om Luik.
In 1875 verkreeg hij de Leopoldsorde; hij was ook officier de l’instruction publique de France.